# 2884 Reddish
2884 Reddish је астероид главног астероидног појаса чија средња удаљеност од Сунца износи 3,107 астрономских јединица (АЈ).
Апсолутна магнитуда астероида је 11,8.